# Tuszyn (województwo dolnośląskie)

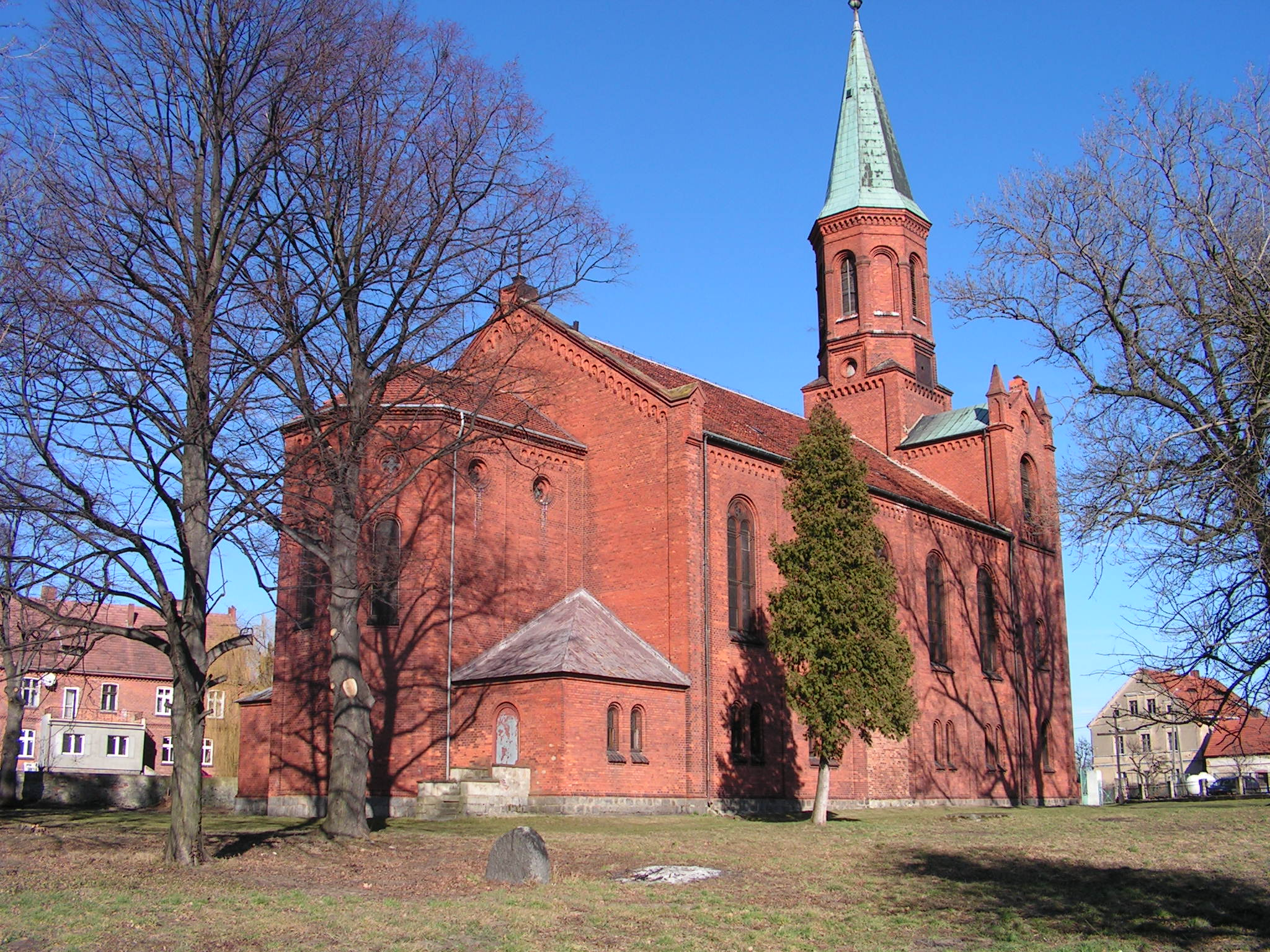
Kościół w Tuszynie

Tuszyn (niem. Hennersdorf) – wieś w Polsce położona w województwie dolnośląskim, w powiecie dzierżoniowskim, w gminie Dzierżoniów.

## Położenie
Jest to typowa ulicówka położona przy drodze powiatowej nr 3009D Dzierżoniów – Kiełczyn u podnóża Wzgórz Kiełczyńskich. Na południu łączy się z Włókami natomiast na północy z Kiełczynem, tworząc aglomerację ciągnącą się wzdłuż jednej drogi na przestrzeni od 5 do 6 km.

## Podział administracyjny
W latach 1975–1998 miejscowość położona była w województwie wałbrzyskim.

## Historia
Wioska swoją świetność przeżywała w wiekach XV-XVIII, kiedy terenami tymi władała rodzina von Heide, po której pozostał barokowy pałac. Z jej inicjatywy też, w roku 1742 powstała we wsi szkoła ewangelicka, a w roku 1744 poświęcono ewangelicki dom modlitwy jeden z pierwszych w okolicy po wcieleniu Śląska do Prus. Dom modlitwy nie dotrwał do naszych czasów. W roku 1874 stanęła na jego miejscu neogotycka świątynia ewangelicka, która po latach stała się kościołem katolickim. Obecnie jest to kościół filialny probostwa w Kiełczynie pod wezwaniem Najświętszego Serca Pana Jezusa.

## Zabytki
Do wojewódzkiego rejestru zabytków wpisane są obiekty:
- kościół ewangelicki, obecnie rzym. kat. fil. pw. Najświętszego Serca Pana Jezusa, z lat 1900-1902,
- zespół pałacowy, z XVIII-XIX w.:
  - pałac,
  - park[4]